# Шрайбман, Ихил Ицикович
Ихи́л И́цикович Шра́йбман (идиш יחיאל שרײַבמאַן‎‎; 12 марта 1913, Рашков, Сорокский уезд, Бессарабская губерния — 9 декабря 2005, Кишинёв, Молдова) — бессарабский, позже советский еврейский писатель. Писал на идише.
Член Союза писателей СССР с 1940 года. Член редколлегии журналов «Советиш геймланд» («Советская Родина», Москва, 1961—1991), «Ди идише гас» («Еврейская улица», Москва, 1991—1993), «Афн швэл» («На пороге», Нью-Йорк, 1992—2005). Последний идишский литератор в Молдавии.

## Биография

### В довоенной Румынии
Родился в местечке Рашков (Вад-Рашково, ныне Вадул-Рашков Шолданештского района Молдовы) на правом берегу Днестра в семье Ицика Ихил-Аврумовича Шрайбмана (1887—1960), который был разнорабочим (позже жестянщиком и лавочником), и Рейзл Зисевны (Розы Зусевны) Чоклер (1894—1977), домохозяйки; родители также были уроженцами Вад-Рашкова. Был старшим из десяти детей. Дед со стороны отца был синагогальным кантором. В 1918 году Вад-Рашков, как и вся Бессарабия, стал частью Румынии. Учился в хедере и казённой школе (талмудторе), затем в румынской школе в Рашкове, был певчим при канторе Дудалэ Зильбермане (1870—1935) в близлежащих Капрештах (подробно описано в серии «рашковских рассказов»). С 1930 года — в черновицкой учительской семинарии (учителей древнееврейского языка) одновременно с литературоведами Лейзэром Подрядчиком и Бэрлом Ройзеном, поэтами Эршлом Цельманом и Меером Харацем; участвовал в подпольном прокоммунистическом движении «Школарул рошу» («Красный учащийся»), был членом местного литературного сообщества, некоторое время находился под арестом (период жизни в Черновцах описан в романе «Семнадцатилетние»).
В 1932—1933 годах служил в румынской армии в Яссах, затем поселился в Бухаресте, работал суфлёром в знаменитом театре-ревю под руководством Янкева Штернберга в еврейском районе Вэкэрешть. Этот период жизни автора описан в романе-воспоминании «Семь лет и семь месяцев». Дебютировал миниатюрами в нью-йоркском журнале пролетпена «Сигнал» в 1936 году; в эти же годы печатался в бухарестском журнале Янкева Штернберга и Шлоймэ Бикля «Шойбм» («Окна») и варшавском издании «Фолксцайтунг» («Народная газета»).
Первый сборник новелл «Майнэ һэфтн» («Мои тетради») в виде двух номеров собственного журнала вышел в Бухаресте в 1938 году.

### В Советском Союзе
После присоединения Бессарабии к СССР в 1940 году поселился с семьёй в Кишинёве, став профессиональным литератором; печатался в киевском журнале «Штэрн» («Звезда»). В годы Великой Отечественной войны в эвакуации в Узбекистане сотрудничал с московской газетой «Эйникайт» («Единство») — официальным органом Еврейского Антифашистского Комитета. Вернулся в Кишинёв в 1945 году и уже через год был приглашён в Москву на вечер в свою честь, организованный Перецем Маркишем, который способствовал изданию первой книги Шрайбмана в СССР — сборника рассказов «Драй Зумэрс» («Три лета», 1946).
Вскоре еврейская печать в Советском Союзе была закрыта и отдельные рассказы Шрайбмана выходили в переводе на молдавский язык, а также спорадически в польской газете «Фолксштимэ» («Глас народа»). В 1950 году был обвинён в буржуазном национализме и исключён из Союза писателей (восстановлен в 1953 году). Начал печататься в «Советиш Геймланд» («Советская родина») с первого же номера в 1961 году, вошёл в редколлегию квартальника (впоследствии ежемесячное издание), был одним из самых активных авторов журнала на всём протяжении его издания. Переводы произведений Шрайбмана регулярно печатались в молдавских журналах «Кодры», «Нистру», «Горизонт» и «Басарабия» на русском и молдавском языках.

### Постсоветский период
С начала 1990-х годов регулярно печатался в нью-йоркских изданиях «Форвертс» («Вперёд»), «Афн Швэл» («На пороге») и «Ди Цукунфт» («Будущее»), а также в израильском журнале «Топлпункт» («Двоеточие»), парижском «Идише һэфтн» («Еврейские тетради»), в «Идише Култур» («Еврейская культура», Майами), «Найе Вэйгн» («Новые пути», Тель-Авив), «Дос Идише Ворт» («Еврейское слово», Варшава) и др. Перевёл на идиш рассказы Исаака Бабеля, Ливиу Ребряну, а также современных молдавских писателей И. К. Чобану, Иона Друцэ, В. Малева и других.
Был удостоен нескольких литературных премий, в том числе премии Залмена Рейзена (Нью-Йорк, 1998) за тонкий литературный стиль, премии Ружи Фишман-Шнайдман (Швеция, 1997) и израильских литературных премий им. Герша Сегала (1998) и Якова Фихмана (2003) за вклад в еврейскую словесность. В Молдове был награждён титулом «Маестру ал литературий» (Maestru la literaturii din Republica Moldova — Маэстро литературы Молдавии, 1993), орденом «Глория мунчий» («Слава труда») и медалью «Meritul civic» («Гражданская заслуга», 1996).
Книги Шрайбмана выходили в переводах на русский, немецкий и молдавский (румынский) языки, в последние годы жизни также двуязычными изданиями. Среди переводчиков — Юрий Цаленко и Рудольф Ольшевский (русский), а также Александру Козмеску и Теодор Магдер (румынский). Все три романа Шрайбмана в переводе на молдавский язык Александра Козмеску были опубликованы в Кишинёве (1977, 1981, 1983, 2009).
Похоронен на Кишинёвском еврейском кладбище. В 2000 году кишинёвский театр-антреприза «Шалиах» поставил спектакль «Библейские миниатюры» по мотивам произведений писателя. Памятник писателю был установлен на его родине в селе Вадул-Рашков 18 августа 2009 года.

## Семья
Первым браком (1934) был женат на акушерке Ольге Ефимовне Шрайбман (урождённая Калюсская, 1905—1967), также из Вад-Рашкова. Сын — Эдуард Ихилович Шрайбман (род. 1944), скрипач, концертмейстер оркестра при «Телерадио-Молдова», затем Молдавского театра оперы и балета, дирижёр оркестра «Simphony-Pops» в городке Палм-Бич (штат Флорида).
После смерти первой жены, в 1969 году женился на Марине (Марии) Михайловне Шрайбман (урождённая Панькова, 1940—2015), преподавателе сольфеджио в музыкальной школе в Кургане, которая (изучив идиш) стала составителем и редактором всех его посмертных публикаций.

## Обзор творческого стиля
Ихил Шрайбман известен как один из самых значительных современных писателей на идише и как блестящий стилист. Он принадлежал к тем еврейским литераторам, на творчество которых оказал большое влияние И. Л. Перец, — с тщательной работой над языком и стилем. В большинстве его произведений повествование ведётся от первого лица, но ему не чуждо и постмодернистское смешение стилей и сюжетных линий. Так, например, в «Хумэш Новэлн» («Библейские истории») традиционная структура и стиль Пятикнижия преломляется через бессарабский колорит.
Творческое наследие Шрайбмана включает 3 романа (автобиографическая трилогия «Грехи молодости»: «Семнадцатилетние», «Далее» и «Семь лет и семь месяцев»), множество повестей и рассказов, новелл и эссе на литературные темы. Излюбленным жанром писателя в последние годы была миниатюра; посмертное полное собрание миниатюр писателя под редакцией Бориса Сандлера вышло в 2007 году.
Большое внимание уделял писатель работе с начинающими литераторами. Из его учеников наибольшую известность приобрели прозаик Борис Сандлер и поэт Мойше Лемстер.
С уходом Ихила Шрайбмана фактически прекратили существование на постсоветском пространстве две богатые литературные традиции, которые он собою олицетворял: советская еврейская литература и южная, бессарабская ветвь литературы на идише.

### На еврейском языке
- מײַנע העפֿטן (Майнэ һэфтн — мои тетради, рассказы и новеллы), Criterion: Бухарест, 1938/1939.
- דרײַ זומערס (Драй зумэрс — три лета, рассказы), Москва: ОГИЗ «Дер эмес», 1946.
- גן־עדן־עפּל (Ганэйдн-эпл — райское яблоко), Москва: Советский писатель, 1965.
- זיבעצניאָריקע (Зибэцнйорике — семнадцатилетние, роман), Кишинёв: Литература артистикэ, 1972.
- יאָרן און רגעס (Йорн ун рэгэс — годы и мгновения, роман и рассказы), Москва: Советский писатель, 1973.
- װײַטער (Вайтэр — далее, роман и рассказы), Москва: Советский писатель, 1984.
- שטענדיק (Штэндик… — всегда, рассказы и миниатюры), Фарлаг Ицхок-Лейбуш Перец: Тель-Авив, 1997.
- יצירה און ליבע (Ецирэ ун либэ — творение и любовь, Пятикнижие в новеллах и миниатюры), рус. и евр., Ruxandra: Кишинэу, 2000.
- די גאָלדענע פּאַװע («Мой отец», глава из романа в исполнении автора), CD аудиокнига Ди голдэнэ павэ (золотой павлин), Durham, Северная Каролина, США, 2001.
- זיבן יאָר מיט זיבן חדשים (Зибм йор мит зибм хадошим — семь лет с семью месяцами, роман и миниатюры), рус. и евр., Ruxandra: Кишинэу, 2003.
- קלײנס און גרױס (Клейнс ун гройс — малое и большое, литературные миниатюры), Ruxandra: Кишинэу, 2007.
- פּאָרטרעטן (Портретн — портреты). Иерусалим, 2015[12].

### На русском языке
- «Рассказы», Картя молдовеняскэ: Кишинёв, 1959.
- «Сыновья» (рассказы), Картя молдовеняскэ: Кишинёв, 1960.
- «Рассказы», Советский писатель: Москва, 1962.
- «Все дни недели», Картя молдовеняскэ: Кишинёв, 1963.
- «Райские яблоки», Литература артистикэ: Кишинёв, 1965.
- «Рашковские рассказы», Картя молдовеняскэ: Кишинёв, 1972.
- «Семнадцатилетние (роман) и Новые рашковские рассказы», Литература артистикэ: Кишинёв, 1977.
- «Годы и мгновения» (роман Семнадцатилетние, рассказы, миниатюры), Советский писатель: Москва, 1981.
- «Тем летом», Литература артистикэ: Кишинёв, 1981.
- «Дни долгих лет» (роман, повести, новеллы, миниатюры), Литература артистикэ: Кишинёв, 1983.
- «Далее» (роман, повести, новеллы, миниатюры), Советский писатель: Москва, 1984.
- «Далее» (роман Далее, Рашковские истории, миниатюры), Советский писатель: Москва, 1988.
- «Слишком мало и слишком много», Hyperion: Кишинёв, 1992.
- «Творение и любовь» (евр. и рус.), Ruxandra: Кишинэу, 2000.
- «Семь лет и семь месяцев» (евр. и рус.), Ruxandra: Кишинэу, 2003.

### На немецком языке
- Yechiel Shraibman. Sieben Jahre und sieben Monate: Meine Bukarester Jahre (Семь лет и семь месяцев, роман в переводе Ernst-Harald Dähnhardt). Bebra Verlag: Берлин-Бранденбург, 2009.[13]
- Yechiel Shraibman. Ein Denkmal für Itzik Rachmiels und andere Erzählungen aus dem Raschkewer Schtetl. Перевод на немецкий язык — Ernst-Harald Dähnhardt, Dorothea Greve и Gabriele Andresen. be.bra wissenschaft verlag: Берлин-Бранденбург, 2012.

### На молдавском (румынском) языке
- Улица ноастрэ (Наша улица, повести). Шкоала советикэ: Кишинёв, 1955.
- Повестирь (Повести). Шкоала советикэ: Кишинёв, 1957.
- Ынтр-о зи де варэ (Тем летом, повести). Картя молдовеняскэ: Кишинёв, 1962.
- Мереле Парадизулуй (Райское яблочко, повести и миниатюры). Картя молдовеняскэ: Кишинёв, 1965.
- Ань ши клипе (Годы и мгновения). Картя молдовеняскэ: Кишинёв, 1970.
- Зиле де ань лунджь (Дни долгих лет: роман, повести, новеллы, миниатюры). Литература артистикэ: Кишинёв, 1983.
- Ihil Şraibman. Şapte ani şi şapte luni: roman, miniaturi (Семь лет и семь месяцев, перевод — Еужения Давид). Роман, миниатюры. Editura Cartea Moldovei: Кишинёв, 2009.